# Рыбный день
Ры́бный день — день недели, в который мясная пища частично или полностью заменяется рыбной.

## Рыбный день в католической и протестантской традиции
В католицизме и протестантизме рекомендуется употреблять рыбу по пятницам.

## Рыбный день в православной традиции
Традиционно в православии среда и пятница являются постными днями, в которые запрещается употребление мяса, однако при этом в период от Пасхи до Троицы (Пятидесятницы) в среду и пятницу в Русской православной церкви разрешается рыба. Во время длительных постов (например, Рождественского) рыба допускается по вторникам и четвергам, тогда как в среду и пятницу пост становится ещё более строгим и Церковным уставом (разработанным, как это видно из его содержания, для применения в монастырях) предписывается соблюдение сухоядения (крупы, хлеб, фрукты и овощи). Также рыбными днями являются некоторые праздники,  такие, например, как Благовещение Пресвятой Богородицы (в те годы, когда Пасха празднуется позже 7 апреля), Вербное воскресенье (Вход Господень в Иерусалим), Преображение Господне.

## Рыбный день в СССР
В Советском Союзе рыбный день представлял собой ограничение на меню в учреждениях общественного питания. Автором первого «рыбного дня», введённого 12 сентября 1932 года постановлением Наркомснаба СССР «О введении рыбного дня на предприятиях общественного питания», был Анастас Микоян. Рыбный день 1930-х годов был связан с тогдашним дефицитом белковой пищи из-за малочисленности поголовья мясного скота, и это начинание было отменено уже два года спустя. Важными соображениями были и медицинские — нехватка йода в рационе питания жителей некоторых регионов страны.
Позднее, 26 октября 1976 года, ЦК КПСС и Совет министров СССР издали повторное постановление № 868 «О мерах по дальнейшему развитию производства, расширению ассортимента, повышению качества рыбной продукции и по улучшению торговли рыбными товарами», вновь вводившее рыбный день. Формальным поводом для этого постановления были «меры по дальнейшему увеличению производства рыбной продукции», однако главная проблема состояла в нехватке мяса — дефицит был вызван как раз ростом его потребления: производство не успевало за спросом. В 1970-1980-х годах СССР наращивал рыбный промысел, и в продаже появлялась морская рыба, однако гражданам она казалась новой и незнакомой, они не умели её готовить и не покупали. Добытая же рыба требовала сбыта, и местом её реализации становились рестораны, кафе, столовые. Рыбный день в советском общепите просуществовал до рубежа 1980-1990-х годов.
При повторном введении рыбного дня в 1970-х годах за ним был закреплён постоянный день недели — четверг. Многие предприятия общественного питания в этот день не включали в меню никаких мясных блюд, что вызывало недовольство у рабочих и служащих. Тому, что рыбный день был назначен именно на четверг, было дано чёткое обоснование, подкреплённое статистикой и расчётами, сводящимися к тому, что реализация рыбы именно в этот день будет максимальной. Вместе с тем существует и версия, что выбор в качестве рыбного дня именно четверга носил сознательно антирелигиозный характер, «мелкая пакость для верующих», так как в православной традиции бо́льшую часть года постными днями были среда и пятница. 